# Graspop Metal Meeting/Line-ups
Diese Liste umfasst eine Aufzählung an Bands, welche am Graspop Metal Meeting teilgenommen haben.

## 1996 bis 2000
| Jahr | Tag 1 | Tag 2 | Tag 3 | Tag 4 |
| ---- | --- | ----- | ----- | ----- |
| 1996 | 30. Juni - Iron Maiden - Slayer - Life of Agony - Channel Zero - Sick of It All - Fear Factory - Helloween - Skin - Gorefest - Type O Negative - Morbid Angel - downset. - Shelter - Drain STH - Manhole |       |       |       |
| 1997 | 29 Juni - Megadeth - Alice Cooper - Biohazard - Saxon - Obituary - Grip Inc. - Samael - Entombed - Pist.On - My Dying Bride - Tiamat - Moonspell - Cradle of Filth - The Gathering - Dimmu Borgir - Madball - Lagwagon - Ryker’s - Millencolin - Deviate - Handsome                                                                                           |       |       |       |
| 1998 | 28. Juni - Black Sabbath - Dream Theater - Deftones - Soulfly - Savatage - Coal Chamber - Obituary - Spiritual Beggars - Paradise Lost - Moonspell - Dimmu Borgir - In Flames - Within Temptation - Primus - Madball - Pro-Pain - Misfits - Congress |       |       |       |
| 1999 | 27. Juni - Manowar - Sepultura - Motörhead - S.O.D. - The Gathering - Kreator - Primal Fear - Darkane - Ancient Rites - Cradle of Filth - Mercyful Fate - Immortal - Anathema - Children of Bodom - Hypocrisy - Danzig - Slapshot - Ryker’s - Pitchshifter - Ignite - Out                                                                                     |       |       |       |
| 2000 | 24. Juni - Iron Maiden - Machine Head - Rollins Band - Saxon - Testament - Gamma Ray - Entombed - Dirty Deeds - My Dying Bride - Anathema - Tristania - Samael - Apocalyptica - Cannibal Corpse - God Dethroned - Oceans of Sadness - Cro-Mags - Madball - Skarhead - No Fun at All - 59 Times the Pain - Liberator - Bombshell Rocks - Voice of a Generation |       |       |       |

## 2001 bis 2005
| Jahr | Tag 1 | Tag 2 | Tag 3 | Tag 4 |
| ---- | --- | --- | --- | ----- |
| 2001 | 22. Juni - Nevermore - Rose Tattoo - Destruction - Devin Townsend - Ancient Rites - Metalium - Action in DC | 23. Juni - Judas Priest - Cradle of Filth - Megadeth - Bad Religion - Motörhead - Suicidal Tendencies - Savatage - Marduk - Within Temptation - Dropkick Murphys - Six Feet Under - Macabre - Shelter - Awkward Thought - Primal Fear - The Haunted - Orphanage - Backfire - Farmer Boys - Unleashed - Kill II This - Pist.On | |       |
| 2002 | 5. Juli - Saxon - Agnostic Front - Anathema - Moonspell - Kreator - After Forever - Less Than Jake - In Extremo - Doro - Skarhead - Rage - Manic Movement - Massif - Xeah | 6. Juli - Dream Theater - Machine Head - Bruce Dickinson - Halford - My Dying Bride - Biohazard - Immortal - Cannibal Corpse - Tristania - Symphony X - Hypocrisy - Arch Enemy - Slapshot - The Vandals - D.R.I. - Deviate - Dismember - Subzero - Calibre - Evergrey                                                         | |       |
| 2003 | 4. Juli - Type O Negative - Stratovarius - Sepultura - Apocalyptica - Opeth - Overkill - Samael - Masterplan - Mastodon - Atreyu - Oceans of Sadness - Aborted | 5. Juli - Iron Maiden - Alice Cooper - Within Temptation - Ministry - Anthrax - Stone Sour - Murderdolls - Lacuna Coil - Sick of It All - Six Feet Under - Hatebreed - Finntroll - Prong - Arch Enemy - The Haunted - Youth of Today - Doro - Pro-Pain - Deströyer 666 - Convict Killer                                       | |       |
| 2004 | 25. Juni - Iced Earth - Exodus - Anathema - Hypocrisy - In Extremo - After Forever - Suffocation - Circle II Circle - Action in DC - Epica - The Dillinger Escape Plan - Cowboys & Aliens | 26. Juni - Alice Cooper - Slipknot - Motörhead - Cradle of Filth - Queensrÿche - Soulfly - My Dying Bride - Agnostic Front - Anthrax - Terror - Blood for Blood - Pleymo - Oomph! - Morbid Angel - Brides of Destruction - Evergrey - Backfire - Discipline - Scarve - Do or Die                                              | 27. Juni - Judas Priest - Life of Agony - Dimmu Borgir - Saxon - Fear Factory - Children of Bodom - Therion - Hatebreed - Testament - Ill Niño - Death Angel - Ignite - Chimaira - Killswitch Engage - Dying Fetus - Malevolent Creation - Seven Witches - Shadows Fall - Destruction |       |
| 2005 | 24. Juni - System of a Down - Within Temptation - Megadeth - Papa Roach - Nevermore - Kreator - Helmet - Alter Bridge - Madball - Metal Church - H₂O - Grave Digger - Enslaved - Caliban - Immolation - In-Quest - Autumn - Judasville - Cowboys & Aliens - Axamenta - Sengir - The GA*GA*S - Chimaera - The Dillinger Escape Plan - The Eighties Matchbox B-Line Disaster | 25. Juni - Slayer - Slipknot - Accept - In Flames - Anthrax - Hatebreed - Sirenia - Sick of It All - Mastodon - Kamelot - Samael - Amon Amarth - Epica - Rose Tattoo - Pro-Pain - Soilwork - Gorefest - Behemoth - Peter Pan Speedrock - Skitsoy                                                                              | 26. Juni - Iron Maiden - Dream Theater - Lacuna Coil - Dio - Yngwie Malmsteen - Arch Enemy - Terror - Primal Fear - Murphy’s Law - Nuclear Assault - Amen - Dark Tranquillity - Axel Rudi Pell - DragonForce - Oceans of Sadness - Walls of Jericho - Hatesphere                      |       |

## 2006 bis 2010
| Jahr | Tag 1 | Tag 2 | Tag 3 | Tag 4 |
| ---- | --- | --- | --- | ----- |
| 2006 | 23. Juni - Whitesnake - Lacuna Coil - Satyricon - Die Krupps - Moonspell - Michael Schenker Group - Evergrey - Edguy - Trivium - Y&T - The Gathering - Leaves’ Eyes - Stream of Passion - Gojira - Soilwork - 36 Crazyfists - Anvil - Sengir - Darkane - The Maple Room - Battalion - Iconoclasm - Panchrysia - Callenish Circle - Leng Tch’e - Axamenta | 24. Juni - Guns N’ Roses - Soulfly - Alice in Chains - Stone Sour - Opeth - My Dying Bride - Death Angel - Avenged Sevenfold - Jon Oliva’s Pain - Ill Niño - Obituary - The New York Dolls - Nile - Bullet for My Valentine - Ancient Rites - The Datsuns - Akercocke - Bloodsimple - Caliban - Nutellica - Purple Strangers - Ozzy Ozz - Up the Irons - Action in DC                                                                            | 25. Juni - Motörhead - Saxon - Helloween - In Flames - Cradle of Filth - Arch Enemy - After Forever - Exodus - Armored Saint - Agnostic Front - DevilDriver - As I Lay Dying - DragonForce - Beyond Fear - Ignite - Enthroned - Ensiferum - In-Quest - Machine Men |       |
| 2007 | 22. Juni - Aerosmith - Chris Cornell - Within Temptation - Therion - Blind Guardian - Joe Satriani - Type O Negative - Papa Roach - Pain of Salvation - Celtic Frost - Grave Digger - Amorphis - Static-X - Epica - Vader - Thin Lizzy - Sabaton - 1349 - Fastway - Volbeat - Dragonlord - Textures - Crimson Falls                                      | 23. Juni - Iron Maiden - Korn - Heaven and Hell - Dimmu Borgir - Me First and the Gimme Gimmes - Life of Agony - Tiamat - Drowning Pool - Stone Sour - Cannibal Corpse - Less Than Jake - Lamb of God - Atheist - Legion of the Damned - Sirenia - Rose Hill Drive - Lauren Harris - Brutal Truth - Spiralarms - Bloodsimple - Scarve - Thurisaz - Suhrim - Spoiler NYC                                                                          | 24. Juni - Ozzy Osbourne - Slayer - Amon Amarth - Mastodon - Children of Bodom - Finntroll - Chimaira - Hammerfall - Korpiklaani - As I Lay Dying - Black Label Society - Moonsorrow - Unearth - DevilDriver - Turisas - Mercenary - Eluveitie - In This Moment - Stormrider - Oceans of Sadness - El Guapo Stuntteam - Spoilengine - Asrai - Welkin - Cynic                         |       |
| 2008 | 27. Juni - Judas Priest - Whitesnake - Def Leppard - Saxon - Yngwie Malmsteen - Tesla - Ministry - Testament - Symphony X - Moonspell - Black Stone Cherry - Morbid Angel - Nile - Obituary - Deathstars - Behemoth - Firewind - Damn Your Idols - Lucifer Principle - Steak N°8 - Dedicted                                                              | 28. Juni - Kiss - Cavalera Conspiracy - Iced Earth - Sonata Arctica - Forbidden - Sabaton - My Dying Bride - Immortal - Korpiklaani - Dying Fetus - Hollenthon - Novembers Doom - Helmet - Bring Me the Horizon - 36 Crazyfists - Agent Steel - Bleeding Through - Throwdown - Delain - Valient Thorr - Alestorm - Die Mannequin - Hacride | 29. Juni - Iron Maiden - In Flames - Avenged Sevenfold - Bullet for My Valentine - Apocalyptica - Rose Tattoo - Lauren Harris - Arch Enemy - At the Gates - Primordial - Soilwork - Alchemist - Rotting Christ - Madball - Converge - Comeback Kid - Skindred - Disfear - Shai Hulud - Action in DC - The Seventh - Witchsmeller Pursuivant - After All - Black Tide                 |       |
| 2009 | 26. Juni - Mötley Crüe - Heaven and Hell - Soulfly - Papa Roach - DragonForce - Buckcherry - Dream Theater - Blind Guardian - W.A.S.P. - Jon Oliva’s Pain - Firewind - Down - Static-X - Exodus - Pestilence - Lääz Rockit - The Gathering - Samael - Taake - Lauren Harris                                                                              | 27. Juni - Slipknot - Korn - Journey - Hatebreed - Mastodon - Black Stone Cherry - In-Quest 1 - Lacuna Coil - Death Angel - Gojira - Legion of the Damned - Kataklysm - Keep of Kalessin - Volbeat - Monster Magnet - Loaded - Parkway Drive - No Use for a Name - All Shall Perish - Wolves in the Throne Room - Dagoba - Delain 2 - Negură Bunget - Manic Movement 1 als Ersatz für Killswitch Engage 2 als Ersatz für Five Finger Death Punch | 28. Juni - Marilyn Manson - Nightwish - Disturbed - Chickenfoot - Trivium - Lamb of God - UFO - Children of Bodom - Epica - Sacred Reich - Candlemass - Scar Symmetry - Warbringer - Sick of It All - Anthrax - DevilDriver - Suicidal Tendencies - God Forbid - Diablo Blvd 3 - Karma to Burn - All That Remains - Eths - August Burns Red - The Reckoning 3 als Ersatz für Flyleaf |       |
| 2010 | 25. Juni - Aerosmith - Motörhead - Stone Temple Pilots - Slayer - Billy Talent - ReVamp - My Dying Bride - Tarja - Therion - Anathema - Krypteria - Ghost Brigade - Saxon - Doro - U.D.O. - The Poodles - Anvil - Raven - Nile - Sepultura - Devin Townsend - The Devil’s Blood - Bleeding Through - Oceans of Sadness                                   | 26. Juni - Soulfly - Channel Zero - Slash - Carcass - Bullet for My Valentine - Sabaton - Killing Machine - Immortal - Paradise Lost - Obituary - Cannibal Corpse - Dark Funeral - Hail of Bullets - Airbourne - Sick of It All - Fear Factory - Walls of Jericho - Death by Stereo - Sylosis - Eluveitie - Tankard - 3 Inches of Blood - Spoil Engine - Dear Superstar - Iron Mask                                                              | 27. Juni - Kiss - Hatebreed - Killswitch Engage - Jon Oliva’s Pain - Exodus - Evergrey - Atreyu - Amon Amarth - Bloodbath - Behemoth - Alestorm - Katatonia - Necrophobic - DevilDriver - Unearth - A Day to Remember - As I Lay Dying - Mucky Pup - Job for a Cowboy - Finntroll - Korpiklaani - 36 Crazyfists - The Faceless - Deadlock - Between the Buried and Me                |       |

## 2011 bis 2015
| Jahr | Tag 1 | Tag 2 | Tag 3 | Tag 4 |
| ---- | --- | --- | --- | --- |
| 2011 | 23. Juni - The Minority Print - Evilenko - Warbeast | 24. Juni - Scorpions - Volbeat - Korn - Journey - Foreigner - Dio Disciples - FM - Iced Earth - Epica - Watain - Corrosion of Conformity - The Black Dahlia Murder - Arkona - Parkway Drive - The Damned Things - Heaven Shall Burn - Sepultura - The Dwarves - Protest the Hero - Loaded - Angel Witch - The Rods - Sweet Savage - Endless Dark - Revoker | 25. Juni - Judas Priest - Whitesnake - Channel Zero 4 - Black Label Society - Firewind - Lacuna Coil - Diablo Blvd - Cradle of Filth - Arch Enemy - Moonspell - Triptykon - Suicide Silence - Kvelertak - Bullet for My Valentine - Monster Magnet - Times of Grace - Bleed from Within - Kylesa - Adept - Pain - Electric Wizard - Spiritual Beggars - Ghost - Black Spiders - After the Burial 4 als Ersatz für Ozzy Osbourne                                                    | 26. Juni - Slipknot - Rob Zombie - Avenged Sevenfold - Mastodon - Kreator - Anvil - Pagan’s Mind - Cavalera Conspiracy - Opeth - Legion of the Damned - Moonsorrow - Amorphis - Baptized in Blood - Bring Me the Horizon - Dublin Death Patrol - Terror - Pro-Pain - D.R.I. - Rise to Remain - Soilwork - Escape the Fate - Architects - Gwar - While She Sleeps - Steak Number Eight |
| 2012 | 21. Juni - Lemuria - The Difference - Hell City | 22. Juni - Ozzy & Friends - Slayer - Sabaton - Slash - Black Label Society - Godsmack - Tracer - Lamb of God - Amon Amarth - Paradise Lost - Sacred Reich - Ensiferum - Skeletonwitch - Kyuss Lives! - Sick of It All - DevilDriver - August Burns Red - Unearth - I Killed the Prom Queen - Cannibal Corpse - Obituary - Aborted - Possessed - Winterfylleth - Saille                                                                                                 | 23. Juni - Limp Bizkit - Twisted Sister - Megadeth - Trivium - Thin Lizzy - Primal Fear - Adrenaline Mob - Powerwolf - Dimmu Borgir - My Dying Bride - Exodus - Eluveitie - Death Angel - Alestorm - Pennywise - Fear Factory - Comeback Kid - All Shall Perish - The Spudmonsters - While She Sleeps - Ihsahn & Leprous - Nasum - Brutal Truth - Suicidal Angels - Dear Superstar - Heidevolk - Kobra and the Lotus                                                               | 24. Juni - Guns N’ Roses - Motörhead - Machine Head - Killswitch Engage - Europe - Sebastian Bach - Six Hour Sundown - Children of Bodom - Behemoth - Jon Oliva’s Pain - Gotthard - Ugly Kid Joe - Mayan - Hatebreed - Gojira - AxeWound - H₂O - Emmure - Cancer Bats - Texas in July - Betraying the Martyrs - Rival Sons - Spoil Engine - Black Spiders - The Treatment |
| 2013 | 27. Juni - Hexa Mera - Leave Scars - Komah | 28. Juni - Twisted Sister - Korn - Soulfly - Papa Roach - Helloween - Grave Digger - Heathen - Crucified Barbara - Kreator - Mayhem - Dark Funeral - Korpiklaani - Unleashed - Varg - Coal Chamber - Heaven Shall Burn - Prong - All That Remains - Asking Alexandria - Veil of Maya - Katatonia - Rotting Christ - Entombed - Love and Death - Bliksem - The Monolith Deathcult - Generation Kill                                                                     | 29. Juni - Slipknot - Saxon - Within Temptation - Bullet for My Valentine - The Devil Wears Prada - Rockstar - Brainstorm - Vanderbuyst - Iced Earth - Hypocrisy - U.D.O. - Steak Number Eight - Tankard - Amaranthe - P.O.D. - Down - Agnostic Front - Caliban - Thy Art Is Murder - After the Burial - Absu - Lock Up - Aura Noir - Dunderbeist - Between the Buried and Me - Sylosis - Hacktivist                                                                               | 30. Juni - Iron Maiden - In Flames - Stone Sour - Parkway Drive - Hellyeah - Pretty Maids - Voodoo Six - King Diamond - Epica - Ghost - God Seed - Moonspell - Winterfylleth - Testament - Newsted - Unearth - The Ghost Inside - Deez Nuts - Every Time I Die - Cancer Bats - The Sword - Karma to Burn - Red Fang - Bullet - Heaven’s Basement - King Hiss |
| 2014 | 26. Juni - Knives to a Gunfight - Temptations for the Weak - Atmosphere - Diablo Blvd - Evil Invaders - Ostrogoth - Dyscordia                                                      | 27. Juni - Avenged Sevenfold - Slayer - Steel Panther - Ghost - Seether - Jeff Scott Soto - Sabaton - Behemoth - Doro - Sepultura - Annihilator - Primal Fear - Alestorm - Opeth - Watain - Candlemass - Triptykon - Napalm Death - Sólstafir - Novembers Doom - High Voltage - Graveyard - Unida - Orange Goblin - Walking Papers - Of Mice & Men - Miss May I - Suicidal Angels - The Treatment - Emmure - Buckcherry - Blessthefall - Huntress - Battlecross        | 28. Juni - Volbeat - Alter Bridge - Mastodon - Gojira - Skillet - Prime Circle - Civil War - Limp Bizkit - Trivium - W.A.S.P. - Gamma Ray - Powerwolf - Dagoba - Carcass - Neurosis - Satyricon - Eluveitie - Legion of the Damned - Nile - Necrophobic - In Solitude - Stahlzeit - Dark Tranquillity - The Dillinger Escape Plan - Cult of Luna - Amplifier - Enslaved - Amenra - Nails - Carach Angren - Kylesa - Pro-Pain - Walls of Jericho - Protest the Hero - Skyharbor     | 29. Juni - Black Sabbath - Soundgarden - Alice in Chains - Anthrax - Black Label Society - The Black Dahlia Murder - Diablo Radio - Rob Zombie - Hatebreed - Bring Me the Horizon - Suicide Silence - Comeback Kid - Powerman 5000 - Meshuggah - Paradise Lost - Death DTA - Tiamat - The Church of Purgent Stench - Cynic - Glorior Belli - Metal Church - Sebastian Bach - Vandenberg’s Moonkings - Rhapsody of Fire - Gloryhammer - Scorpion Child - Collibus - Architects - We Came as Romans - Thy Art Is Murder - Letlive - Crossfaith |
| 2015 | 18. Juni - Present Danger - Up the Irons - The Art of Pantera - DioLegacy - Wolves Scream - Age of Torment - Powerstroke - Bliksem - Oceans of Sadness - Your Highness - Hell City | 19. Juni - Kiss - Slash - Cavalera Conspiracy - Epica - Thunder - H.E.A.T - Marilyn Manson - In Flames - Body Count - Life of Agony - Asking Alexandria - Butcher Babies - The Dead Daisies - My Dying Bride - Marduk - Cannibal Corpse - God Seed - Sigh - Aborted - Der Weg einer Freiheit - Ihsahn - Samael - Evergrey - Sarke - Ne Obliviscaris - Blues Pills - Avatarium - King Hiss - Stray from the Path - Heidevolk - Set Things Right - Snot - In Hearts Wake | 20. Juni - Slipknot - Korn - Five Finger Death Punch - Godsmack - A Day to Remember - Hollywood Undead - Lower Than Atlantis - Judas Priest - Alice Cooper - Sonata Arctica - Exodus - Danko Jones - Orchid - At the Gates - Arch Enemy - Korpiklaani - Vallenfyre - Kataklysm - Morgoth - Orphaned Land - Alcest - Primordial - Lacuna Coil - The Ocean - Shining - The Haunted - Hawk Eyes - Every Time I Die - We Are Harlot - Code Orange - Chelsea Grin - Upon a Burning Body | 21. Juni - Scorpions - Motörhead - Airbourne - Black Stone Cherry - Tremonti - Pop Evil - Faith No More - Within Temptation - Lamb of God - Papa Roach - Parkway Drive - Betraying the Martyrs - Like a Storm - Cradle of Filth - Children of Bodom - Amorphis - Septicflesh - Ensiferum - Sylosis - Winterfylleth - Den Saakaldte - DragonForce - FM - Equilibrium - Devilment - Evil Invaders - Battle Beast - Kobra and the Lotus - Terror - Texas in July - Counterparts - Motionless in White - The Charm the Fury                      |

## Seit 2021
| Jahr | Tag 1 | Tag 2 | Tag 3 | Tag 4 |
| ---- | --- | --- | --- | --- |
| 2021 | Das Festival wurde wegen der COVID-19-Pandemie abgesagt. | Das Festival wurde wegen der COVID-19-Pandemie abgesagt. | Das Festival wurde wegen der COVID-19-Pandemie abgesagt. | Das Festival wurde wegen der COVID-19-Pandemie abgesagt. |
| 2022 | 16. Juni - Iron Maiden - Powerwolf - Tremonti - Battle Beast - Volbeat - Dropkick Murphys - Mastodon - Beartooth - While She Sleeps - Mercyful Fate - Stake - Death to All - In Extremo - Flotsam and Jetsam - Vltimas - Misbyrming - Baroness - High on Fire - Enthroned - Celeste - Ialma - Toxic Shock - Strains - The Curse of Millhaven - Suicidal Tendencies - Slapshot - Deez Nuts - Ego Kill Talent - Creeper - Trash Boat - Dana Dentata                                                  | 17. Juni - Scorpions - Whitesnake - A Day to Remember - Bullet for My Valentine - Steel Panther - Beyond the Black - Within Temptation - Megadeth - Heaven Shall Burn - Black Label Society - Gloryhammer - Phil Campbell and the Bastard Sons - Heilung - Amenra - Paradise Lost - Alcest - Angelus Apatrida - Gaahls Wyrd - Dool - Disillusion - Perturbator - Zeal & Ardor - Twin Temple - The Vintage Caravan - British Lion - Tempt - Stick to Your Guns - Jinjer - Employed to Serve - Our Hollow, Our Home - Ghostkid - As Everything Unfolds | 18. Juni - Judas Priest - Saxon - Foreigner - Europe - Michael Schenker - Majestica - Korn - Five Finger Death Punch - Shinedown - Eisbrecher - Blues Pills - Kontrust - Opeth - Devin Townsend - Down - Ihsahn - Decapitated - Dying Fetus - Tribulation - Imminence - Myles Kennedy & Company - Red Fang - Ugly Kid Joe - Fleddy Melculy - Smash into Pieces - Massive Wagons - Killthelogo - Lagwagon - Good Riddance - Walls of Jericho - Counterparts - Boston Manor - Cemetary Sun    | 19. Juni - Sabaton - Deep Purple - Alice Cooper - Skillet - Rival Sons - Thunder - Deftones - The Offspring - Alestorm - Evil Invaders - Crossfaith - Dimmu Borgir - Amorphis - Sepultura - Tiamat - Destruction - Naglfar - Bütcher - The Great Old Ones - The Dead Daisies - Fu Manchu - Kadavar - Me and That Man - Tyler Bryant & the Shakedown - Dirty Honey - Dog Eat Dog - Suicide Silence - Bury Tomorrow - Fire from the Gods - Spiritbox - InVisions                                                              |
| 2023 | 15. Juni - Guns n’ Roses - Alter Bridge - Papa Roach - Tom Morello - Mammoth WVH - Ghost - Arch Enemy - Epica - Spiritbox - Beast in Black - Cradle of Filth - My Dying Bride - At the Gates - Septicflesh - Marduk - Butcher Babies - Orbit Culture - Carpenter Brut - The Winery Dogs - Symphony X - Evergrey - The Raven Age - Escape the Fate - Haken - Molybaron - As I Lay Dying - Sick of It All - Motionless in White - Agnostic Front - Unearth - Stray from the Path - Cancer Bats - End | 16. Juni - Machine Head - Disturbed - Behemoth - Airbourne - Fever 333 - Thundermother - Gojira - Amon Amarth - Hatebreed - Asking Alexandria - Pro-Pain - Blind Channel - Meshuggah - Watain - Delain - Municipal Waste - Finntroll - Heidevolk - Crowbar - Vanaheim - VV - Clutch - Orange Goblin - The Answer - Planet of Zeus - The Legion of Doom - Any Given Day - Black Mirrors - Hollywood Undead - Ice Nine Kills - The Amity Affliction - Palaye Royale - Landmvrks - Blackgold - Loathe - Fatal Move                                      | 17. Juni - Slipknot - Pantera - Architects - Halestorm - I Prevail - Nothing More - Parkway Drive - Rancid - In Flames - The Ghost Inside - Skindred - Vended - Testament - Korpiklaani - Dark Angel - Legion of the Damned - Suicidal Angels - Cyclone - Schizophrenia - Noctem - Solstafir - Eivør - Soen - Sleep Token - Infected Rain - Antimatter - Heriot - Oceans - Life of Agony - Less Than Jake - The Chats - Code Orange - Danko Jones - The Menzingers - Cane Hill - Mini Barks | 18. Juni - Def Leppard - Hollywood Vampires - Three Days Grace - Dirkschneider - Elegant Weapons - Eclipse - Mötley Crüe - Generation Sex - Avatar - Skid Row - Kissin’ Dynamite - Kreator - Eluveitie - The Halo Effect - Katatonia - Insomnium - Carnation - Dieth - Hippotraktor - Monster Magnet - Lorna Shore - Voivod - Helmut Lotti Goes Metal - Deathstars - Greg Puciato - Polaris - Paledusk - Billy Talent - Enter Shikari - Anti-Flag - Lionheart - Chelsea Grin - Bloodywood - Stand Atlantic - The Luka State |